# Coppa Acerbo 1938
Coppa Acerbo 1938 je bila deveta neprvenstvena dirka za Veliko nagrado v sezoni 1938. Odvijala se je 15. avgusta 1938 na dirkališču Circuito di Pescara.

## Poročilo

### Pred dirko
Organizatorji dirke so postavili sredi ravnine šikano iz bal sena, da bi zmanjšali hitrost. Mercedes-Benz je nastopal v enaki dirkaški zasedbi kot na dirki Coppa Ciano, v moštvu Alfa Corse je Clemente Biondetti nadomestil obolelega Jean-Pierra Wimilla, Maserati pa je pripeljal le en dirkalnik Maserati 8CTF za Carla Feliceja Trossija. Na dirko je prišlo tudi moštvo Auto Union z dvema novima dirkalnikoma Auto Union Typ D in enim izboljšanim lanskim Typ C/D. Na veselje italijanskih gledalcev je najboljši štartni položaj osvojil Tazio Nuvolari, v prvo vrsto pa sta se uvrstila še Manfred von Brauchitsch in Hermann Lang.

### Dirka
Na štartu je povedel von Brauchitsch, sledila sta mu moštvena kolega, Rudolf Caracciola in Lang. Von Brauchitsch je dirko začel na polno, sledili so mu lahko Lang, Caracciola in Nuvolari. V drugem krogu sta morala odstopiti tako von Brauchitsch zaradi okvare motorja, kot tudi Nuvolari zaradi okvare diferenciala, v ozadju pa je odstopil tudi Clemente Biondetti. Tako je povedel Caracciola, sledil mu je Lang. V petem krogu je zaradi okvare motorja na Langovem dirkalnika na ravnini pri 300 km/h sprednji del njegovega dirkalnika nenadoma zagorel. Lang je še uspel ustaviti in izstopiti, nato pa je dirkalnik skupaj z dvesto litri goriva popolnoma pogorel. René Dreyfus, ki je krog kasneje zaradi okvare motorja želel odstopiti, je naredil še en krog, v katerem je pobral Langa in ga odpeljal do boksov. Carlo Felice Trossi se je slabo počutil, zato je njegov dirkalnik prevzel Luigi Villoresi, ki je s tem debitiral na Grand Prix dirki. Začel je na polno in postavil tudi najhitrejši krog dirke, že kmalu pa odstopil zaradi okvare motorja. Tako Rudolf Hasse, kot tudi Hermann Paul Müller sta odstopila zaradi okvare črpalke za gorivo. S tem je bil v dirki le še en nemški dirkalnik, s katerim je Caracciola zmagal, drugi je bil Giuseppe Farina, tretji Vittorio Belmondo, četrti in zadnji uvrščeni pa Gianfranco Comotti. 

### Štartna vrsta
| _______3_______ Lang Mercedes-Benz  |                                       | _______2_______ v. Brauchitsch Mercedes-Benz |                                          | _______1_______ Nuvolari Auto Union |
|                                     | _______5_______ Müller Auto Union     |                                              | _______4_______ Caracciola Mercedes-Benz |                                     |
| _______8_______ Belmondo Alfa Romeo |                                       | _______7_______ Hasse Auto Union             |                                          | _______6_______ Farina Alfa Romeo   |
|                                     | _______10_______ Biondetti Alfa Romeo |                                              | _______9_______ Comotti Delahaye         |                                     |
|                                     |                                       | _______12_______ Trossi Maserati             |                                          | _______11_______ Dreyfus Delahaye   |

### Dirka
| Poz | Št | Dirkač                              | Moštvo               | Dirkalnik           | Krogi | Čas/Odstop      | Št. m. |
| --- | -- | ----------------------------------- | -------------------- | ------------------- | ----- | --------------- | ------ |
| 1   | 26 | Rudolf Caracciola                   | Daimler-Benz AG      | Mercedes-Benz W154  | 16    | 3:03:45,6       | 4      |
| 2   | 28 | Giuseppe Farina                     | Alfa Corse           | Alfa Romeo Tipo 312 | 16    | +3:26,0         | 6      |
| 3   | 34 | Vittorio Belmondo                   | Alfa Corse           | Alfa Romeo Tipo 308 | 16    | +8:35,1         | 8      |
| 4   | 48 | Gianfranco Comotti                  | Ecurie Bleue         | Delahaye 145        | 15    | +1 krog         | 9      |
| Ods | 44 | Rudolf Hasse                        | Auto Union           | Auto Union D        | 11    | Brez goriva     | 7      |
| Ods | 42 | Carlo Felice Trossi Luigi Villoresi | Officine A. Maserati | Maserati 8CTF       | 10    | Motor           | 12     |
| Ods | 30 | Hermann Paul Müller                 | Auto Union           | Auto Union D        | 8     | Brez goriva     | 5      |
| Ods | 36 | René Dreyfus                        | Ecurie Bleue         | Delahaye 145        | 6     | Motor           | 11     |
| Ods | 32 | Hermann Lang                        | Daimler-Benz AG      | Mercedes-Benz W154  | 4     | Motor           | 3      |
| Ods | 38 | Clemente Biondetti                  | Alfa Corse           | Alfa Romeo Tipo 312 | 1     | Motor           | 10     |
| Ods | 46 | Manfred von Brauchitsch             | Daimler-Benz AG      | Mercedes-Benz W154  | 1     | Motor           | 2      |
| Ods | 40 | Tazio Nuvolari                      | Auto Union           | Auto Union D        | 1     | Diferencial     | 1      |
| DNS | 38 | Raymond Sommer                      | Alfa Corse           | Alfa Romeo Tipo 312 |       | Rezervni dirkač |        |
| DNS |    | Christian Kautz                     | Auto Union           | Auto Union D        |       | Rezervni dirkač |        |